# Рышково (станция)
Ры́шково — железнодорожная станция 2-го класса неэлектрифицированной линии Льгов — Курск. Расположена в Сеймском округе города Курска и относится к Орловско-Курскому региону Московской железной дороги РЖД. Станция Рышково соединена с более чем 50-ю предприятиями подъездными путями, развёрнутая длина которых около 150 км, и является преимущественно грузовой. Вокзал станции одноэтажный, выполнен по типовому проекту. По состоянию на 2020 год, здание вокзала выкрашено в фирменные цвета РЖД — серый и красный.
На станции заканчивается двухпутный перегон со стороны Курска, дальше идёт однопутный участок до станции Дьяконово, где линия снова переходит в двухпутную — до Лукашевки, а затем снова становится однопутной до самого Льгова.

## Пассажирское сообщение
Пассажирское движение по станции незначительно. Через Рышково ежедневно проходит 2 пары пригородных поездов, следующих по маршруту Курск — Льгов, 1 пара пригородных поездов, следующих по маршруту Курск — Льгов — Тёткино и 1 пара пригородных поездов, следующих по маршруту Курск — Льгов — Готня.
На станции Рышково делал остановку поезд дальнего следования № 331/332 Воронеж — Киев, а в летнее время останавливались некоторые дополнительные поезда (№ 461 Смоленск — Симферополь, № 467 Смоленск — Адлер, Москва — Евпатория).
С августа 2014 года поезд дальнего следования Киев — Воронеж I (Воронеж I — Киев) отменен. Скорого поезда Москва — Евпатория, следовавшего через Льгов-Киевский до Киевского вокзала, в настоящее время не существует. Нет и пассажирского поезда № 461 Смоленск — Симферополь. Таким образом, на станции Рышково по состоянию на сегодняшний день пассажирские поезда не останавливаются. По линии курсируют пассажирские поезда Калининград — Адлер/Адлер — Калининград.
До Готни и Теткино пригородное движение отменено. Линия Льгов—Готня закрыта (законсервирована). Пригородное движение в сторону Ворожбы/Киева сокращено до станции Глушково.

## Грузовое сообщение
Станция Рышково расположена в Сеймском округе, в котором сосредоточены основные промышленные предприятия города Курска. Средний объём выгрузки по станции составляет 65 вагонов в сутки, погрузки — 22 вагона (по состоянию на 2008 год). Основные клиенты: Курский комбинат хлебопродуктов, комбинат панельного домостроения и другие. Основной объём выгрузки составляют грузы 2-го и 3-го классов.

## История

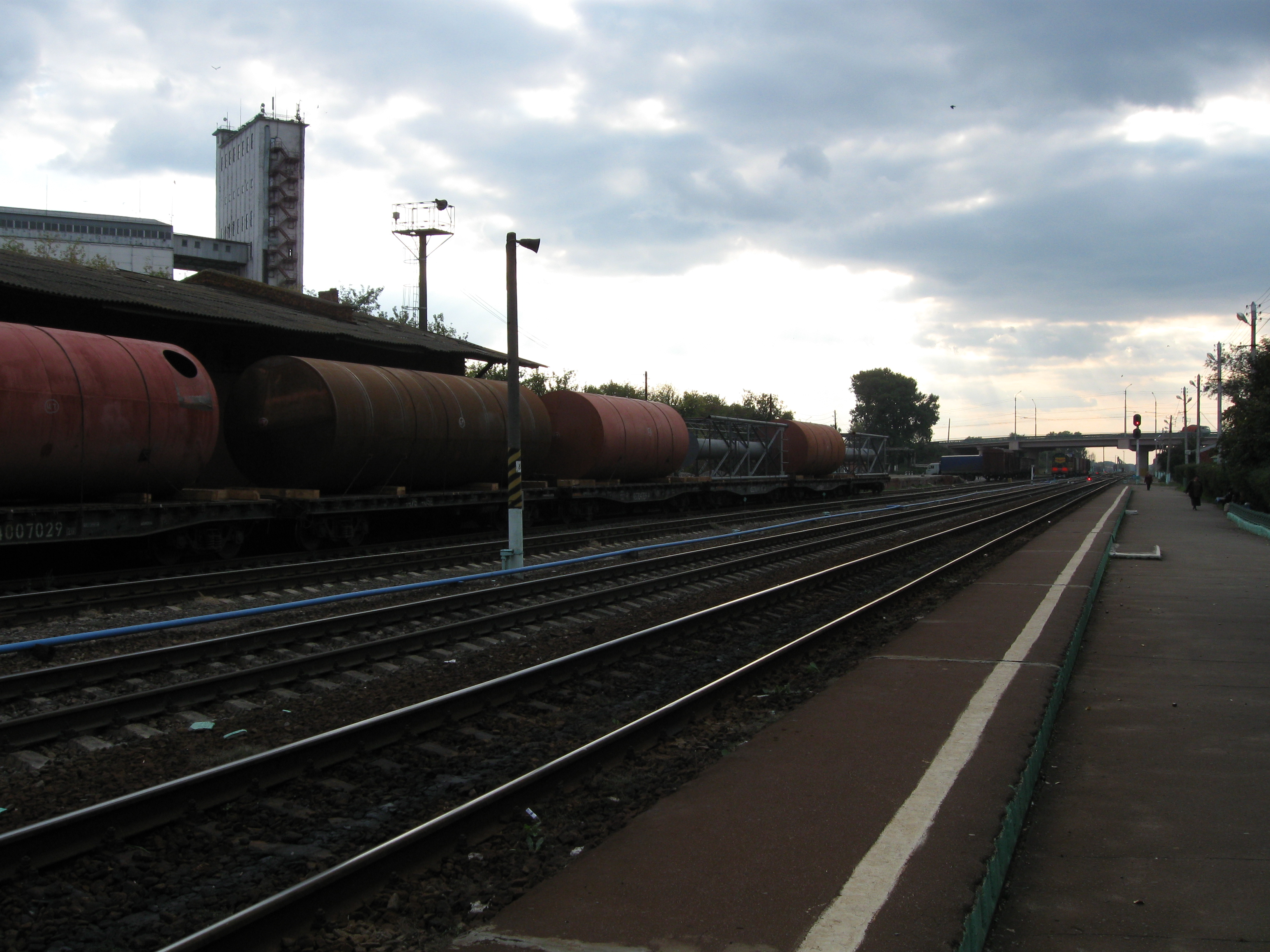
Станция Рышково. Железнодорожные пути.

Станция Рышково Киево-Воронежской железной дороги была открыта в 1894 году на действующей линии Курск — Киев.
В 1902 году, во время проведения больших военных учений под Курском, на станции Рышково базировался специальный бронированный поезд, в котором располагалась ставка императора Николая II.